# Ігнатенко Володимир Пимонович
Ігнатенко Володимир Пимонович (16 січня 1920, с. Демамерки, Лоєвський район, Гомельська область, БРСР, СРСР — 31 березня 2007, Черкаси, Україна) — український актор. Заслужений артист Української РСР (1957). Народний артист Української РСР (1968).

## Життєпис
Освіта середня. В 16 років вступив до драмгуртка при клубі вчителів. Грав «дорослі» ролі, в основному літніх людей. Виступав в операх: заспівав батька а «Катерині», Карася в «Запорожці за Дунаєм». Тоді отримав пропозицію вступити до Чернігівського театру.
Під час німецько-радянської війни разом з агітбригадою дали 38 концертів, із них 13 — безпосередньо на фронті. Після війни працював у Ніжинському (1944—1955) , потім у Чернігівському театрі (1955—1965). З 1965 — актор Черкаського українського музично-драматичного театру імені Т. Г. Шевченка.
Усього на творчій ниві актора більше 200 ролей.

## Ролі
Тарас Шевченко (однойм. драма А. Малишка), Наріжний («Тил» М. Зарудного), Виговський («Навіки разом» Л. Дмитерка), Хома Кичатий («Назар Стодоля» Т. Шевченка), Іван («Безталанна» І. Карпенка-Карого), Платон («Дикий Ангел» О. Коломійця), Гнат Кривич («Сіль» О. Петрашкевича), Богуш («Врятуйте доктора Рейча» Ю. Бедзика), Одоардо Ґалотті («Емілія Ґалотті» Ґ. Лессінґа), Креон («Медея» Ж. Ануя), Роберт Хармалахті («Юстина» Х. Вуолійокі).